# 전혜자
전혜자(1959년 ~)는 대한민국의 가수다. 2018년 정규 앨범 《아이리스 사랑 / 노래하며 살련다 / 영원한 미소》로 데뷔했다.

## 방송
- 보이스퀸 (2019) - Top35(29위)

## 음반
- 아이리스 사랑 / 노래하며 살련다 / 영원한 미소 (2018)
- MBN 보이스퀸 ROUND 1 (2019)
- MBN 보이스퀸 ROUND 2-1 (2019)